# Ephedra eleutherolepis
Ephedra eleutherolepis är en kärlväxtart som beskrevs av V.A.Nikitin. Ephedra eleutherolepis ingår i släktet efedraväxter, och familjen Ephedraceae. Inga underarter finns listade i Catalogue of Life.